# François Athanase de Charette de la Contrie
François Athanase de Charette de la Contrie (2. květen 1763, Couffé, Maine-et-Loire – 29. března 1796, Nantes) byl francouzský námořní důstojník a jeden z vůdců povstání ve Vendée v letech 1793 až 1796.

## Život a kariéra
François de Charette pocházel z rodiny venkovské šlechty ve Vendée (západní Francie). Roku 1779 vstoupil do námořní školy, po jejímž absolvování se stal námořním důstojníkem. Roku 1787 dosáhl hodnosti námořního poručíka. Sloužil pod Toussaint de La Motte-Picquetem a admirálem Lucem de Guichen. Zúčastnil se americké války za nezávislost. Po vypuknutí revoluce podepsal Charette službu v armádě (1789), ale po krátké době emigroval a žil v Koblenci. Po svém návratu do Francie se účastnil obrany krále a jeho rodiny při útoku na Tuilerijský palác (10. srpna 1792). Po začátku royalistického povstání ve Vendée v předjaří 1793 byl svými krajany přemluven, aby se ujal jejich velení. Již 10. března 1793 – tedy týden po vypuknutí povstání – se podařilo oddílu pod jeho velením dobýt městečko Machecoul, a pak postupně se Charettovi podařilo ovládnout oblast na jih od ústí Loiry (Pays de Retz). Až do ztroskotání útoku na Nantes (konec června 1793) byl hlavním velitelem povstalců (šouanů) Cathelineau. Ten však byl při útoku smrtelně raněn a 14. července 1793 převzal vrchní velení Charette de la Contrie spolu s generálem Maurice–Joseph d'Elbéem. V prosinci 1793 bylo povstání potlačeno, ale pokračovala guerilová válka, během které Charette zaznamenal výrazný úspěch roku 1794 při útoku na vojenský tábor u Saint-Christophe a jeho následném totálním zničení. Teprve 17. února 1795 podepsal Charette de la Contrie mírovou dohodu se zástupci Konventu na zámku Jaunaye u města Vertou. Tuto dohodu však dodržel jen po dobu pěti měsíců. Podlehl slibům Angličanů, že bude podpořen mohutným vyloděním vojsk a vytáhl opět do zbraně 23. července 1795. Králem v exilu, Ludvíkem XVIII., byl jmenován vrchním velitelem královských vojsk. 22. března 1796 byl však zajat a přiveden do Nantes, kde ho republikánský soud odsoudil k popravě. O týden později, 29. března 1796, byl zastřelen vojenskou skvadrou.

## Odkazy

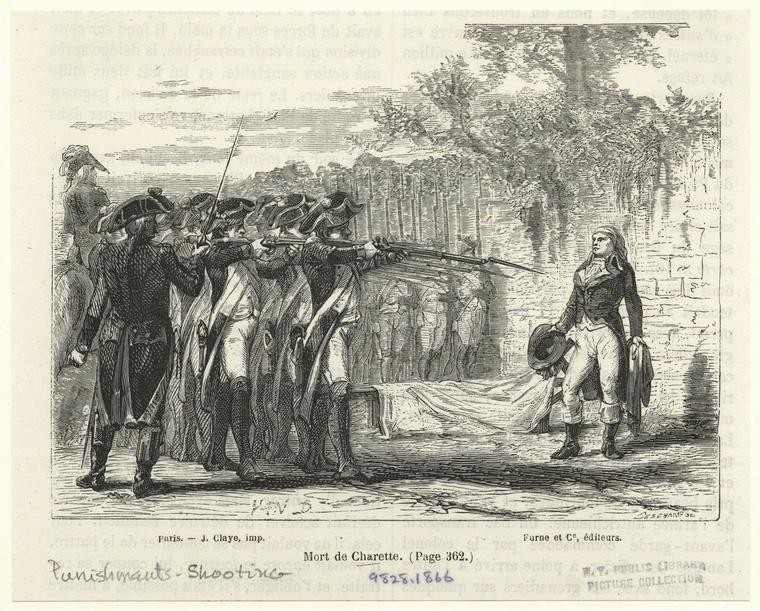
Poprava François Athanase de Charette de la Contrie 1796 v Nantes